# رانغسانغ
جزيرة رانغسانغ تقع في مضيق ملقا مقابل الساحل الشرقي لجزيرة سومطرة الإندونيسية وهي تتبع مقاطعة رياو .
مساحة الجزيرة 908 كم² ، حيث يبلغ طولها 60كم وعرضها 18كم . وتقع شمال جزيرة تيبنغ تينجي مباشرة، وتقع شرق جزيرة كوندور وكاريمون التي تتبع جزر رياو .
عدد سكان الجزيرة حسب إحصاء عام 2007 كان 57876 نسمة، بمعدل 63,8 نسمة/كم²